# V471 Tauri
Désignations
V471 Tauri (en abrégé, V471 Tau) est une étoile variable de la constellation zodiacale du Taureau. De 9e magnitude, elle n'est pas observable à l'œil nu depuis la Terre. Elle est distance de ∼ 156 a.l. (∼ 47,8 pc) du système solaire.
Elle est le prototype des systèmes à post-enveloppe commune.
Il s'agit d'une binaire à éclipses (ou spectrométrique), dont la composante principale — notée A — est une naine blanche, de type spectral D2, et dont l'autre composante — notée B — est une naine orange de type spectral K2V.
L'existence d'une troisième composante — notée C —, une naine brune, a été suggérée en 2001.
Le système est membre de l'amas des Hyades.

## Découverte
V471 Tauri a été découverte en 1969 par Burt Nelson et Arthur Young.